# Aar (Twiste)
Die Aar, im Oberlauf auch Glockenbrunnen genannt, ist ein 13,9 km langer, linksseitiger bzw. westlicher Zufluss der Twiste im Landkreis Waldeck-Frankenberg in Nordhessen (Deutschland).

## Verlauf
Die Aar entspringt im Waldecker Wald wenige Meter nördlich der Grenze von Twistetal zu Bad Arolsen. Ihre Quelle liegt im Flurstück „Homberg“ auf rund 360 m ü. NN auf Twistetaler Gebiet zwischen dem Gutshof Frederinghausen (zu Twistetal-Gembeck) im Westnordwesten, der waldlosen Massenhauser Höhe (432,5 m ü. NN) im Norden, dem bewaldeten Kahlenberg (408,8 m ü. NN) im Süden und Mengeringhausen (zu Bad Arolsen) im Südosten. 
Die Aar fließt, Twistetal verlassend, zunächst ostwärts durch Bad Arolser Gebiet und dabei südostwärts durch ein Tal, in dem sie unter anderem die bewaldeten Erhebungen Weißer Stein (Süden) und Spielberg (Norden) passiert. Anschließend ist der Bach zu einem kleinen Teich aufgestaut.
Hiernach verläuft die Aar ostwärts ein Stück durch landwirtschaftlich genutztes Gebiet und dann durch Mengeringhausen, wo sie von der Bahnstrecke Warburg–Sarnau und am östlichen Ortsrand von der Bundesstraße 252 überbrückt ist. Dann macht sie in einem von bewaldeten Hängen gesäumten Tal, in dem die von Nordwesten heran fließende Thiele einmündet, windungsreich einen Bogen südöstlich um die Kernstadt von Bad Arolsen herum. Südlich dieses Bachabschnitts liegt der Mengeringhäuser Hagen (auch Auf dem Hagen genannt; bis 340,4 m ü. NN), wo sich bis 2004 der Standortübungsplatz Arolsen mit der Prinz-Eugen-Kaserne befand. Nach dem Unterqueren der Bundesstraße 450 verlässt der Bach das Tal und nimmt in landwirtschaftlich genutztem Gebiet die von Westen kommende Bicke auf.
Danach fließt die Aar durch den Bad Arolser Stadtteil Wetterburg, um nordöstlich davon rund 1,1 km unterhalb der Twistetalsperre auf etwa 192 m ü. NN in den Diemel-Zufluss Twiste zu münden.

## Ausflugsmöglichkeiten
Bekannte Ausflugsziele an oder unweit der Aar sind Bad Arolsen und der nahe ihrem Unterlauf gelegene Twistesee.

## Einzugsgebiet und Zuflüsse
Zu den Zuflüssen der Aar, deren Einzugsgebiet 37,429 km² umfasst, gehören mit Länge und Mündungslage (flussabwärts betrachtet): 
- Thiele (7,2 km, 8,664 km²) – linksseitig bei Wetterburg
- Bicke (auch Biek genannt) (6,8 km, 9,545 km²) – linksseitig unterhalb Bad Arolsen

## Ortschaften
Ortschaften an der Aar sind diese Stadtteile von Bad Arolsen (flussabwärts betrachtet): 
- Mengeringhausen
- Wetterburg